# Canon de 155 mm C modèle 1915 St. Chamond
A Canon de 155 mm C modèle 1915 St. Chamond egy francia gyártmányú tarack volt, melyet az első világháború folyamán használtak. A világháború alatt csak a franciák használták, leváltására a Canon de 155 mm C modèle 1917 Schneider löveget rendszeresítették, habár még a második világháború kitörésekor is hadrendben volt. Finnország 24 darabot vásárolt a lövegből a téli háború alatt, de ezeket nem szállították le időben, így már csak a folytatólagos háborúban vettek részt. A németek a franciaországi hadjárat után zsákmányul ejtették a raktárkészleten lévő példányokat, majd 15,5 cm sFH 415(f) jelöléssel rendszeresítették őket, és partvédelmi feladatkörbe osztották valamennyit.

## Leírás
A Canon de 155 mm C modèle 1915 St. Chamond tarack a maga idejében igen fejlett tüzérségi eszköz volt. A löveget a lövegcső alatt folyadékos helyretolóval és egy kis méretű lövegpajzzsal látták el. A szekrény elrendezésű lövegtalphoz fából készült kerekek tartoztak, így gépvontatásra alkalmatlan volt. Lövegzárja fél-automata függőlegesen mozgó típusú, amely tüzelés után kiveti az üres hüvelyt. 43,5 kilogramm súlyú nagy robbanóerejű lövedéket tüzelt 10 600 méteres távolságig.

## Harctéri alkalmazás
A franciák végigharcolták a löveggel az első világháborút, és a második világháború kezdetén is még megtalálható volt a raktárakban. A németek által zsákmányolt példányokat bevetették a Franciaországban állomásozó egységeiknél.
A Finnország által vásárolt 24 darab löveg 1940 március elején érkezett, majd a 8. nehéz tüzérségi üteghez kerültek, de a háború befejeződött mielőtt az egység elérte a frontot. A folytatólagos háború alatt a 27. és 29. nehéz tüzérségi zászlóaljak használták a lövegeket.

## Múzeumi példányok
- Orimattila – ingyenes bejárás, mivel az erdőben van.
- Hämeenlinna – Finn Tüzérségi múzeum
- Salpa-vonal

## Fordítás
- Ez a szócikk részben vagy egészben  a   Canon de 155 C modèle 1915 St. Chamond című angol Wikipédia-szócikk ezen változatának fordításán alapul.  Az eredeti cikk szerkesztőit annak laptörténete sorolja fel. Ez a jelzés csupán a megfogalmazás eredetét és a szerzői jogokat jelzi, nem szolgál a cikkben szereplő információk forrásmegjelöléseként.